# Зооантропонозы
Зооантропонозы, антропозоонозы (от др.-греч. ζῷον [зоон] — «животное, живое существо»; ἄνθρωπος [антропос] — «человек»; νόσος [нозос] — «болезнь») — группа инфекционных и инвазионных болезней, общих для животных и человека.
В более широком понимании и в медицине, оба термина — разновидности зоонозов: зооантропоноз — возбудитель циркулирует в основном в популяции животных, при общении с которыми возможно заражение человека; антропозооноз — наоборот, возбудитель может циркулировать в популяции людей, животные заражаются от людей. 
В более узком смысле, в частности в ветеринарии, зоонозами являются только инфекционные заболевания животных и которыми не способны заразиться люди, либо в случае заражения в исключительных случаях, возбудитель не способен циркулировать в популяции людей. Соответственно зооантропонозы и антропозоонозы — заболевания, возбудители которых могут поразить как животных, так и людей.
К зооантропонозам относится множество заболеваний различной этиологии (сибирская язва, сап, бруцеллёз, туберкулёз, бешенство, ящур, лептоспироз, трипаносомоз, эхинококкоз, дифиллоботриоз и др.). При зооантропонозах складываются довольно сложные взаимоотношения между эпидемическим и эпизоотическим процессами. Источником возбудителей зооантропонозов для человека являются прежде всего животные, и в первую очередь те, с которыми человек часто соприкасается в процессе хозяйственной деятельности и в быту: сельскохозяйственные и комнатные животные, грызуны, а также дикие животные — объекты охоты.
Для большинства зооантропонозов характерна природная очаговость.